# Ciîrvîne, Lîpova Dolîna
Ciîrvîne (în ucraineană Чирвине) este un sat în comuna Vesele din raionul Lîpova Dolîna, regiunea Sumî, Ucraina.

## Demografie
Componența lingvistică a localității Ciîrvîne
     Ucraineană (96,49%)
     Rusă (1,75%)
     Română (1,75%)
Conform recensământului din 2001, majoritatea populației localității Ciîrvîne era vorbitoare de ucraineană (96,49%), existând în minoritate și vorbitori de rusă (1,75%) și română (1,75%).